# 루트비히 베크
루트비히 아우구스트 테오도르 베크(독일어: Ludwig August Theodor Beck , 1880년 6월 29일 ~ 1944년 7월 21일)는 독일 장군으로 제2차 세계 대전 전에 나치 독일 치하 초기에 육군최고사령부(Oberkommando des Heeres, OKH) 참모장을 지낸 독일군에서 정신적인 지주였다.
또한, 베크는 '반나치세력'의 중심인물로 1944년 7월 20일에 감행된 히틀러 암살 기도를 지도한 지도자 중 한 사람이었으며, 히틀러 제거 이후 독일 대통령으로 예정되어 있었다. 그러나, 음모는 실패했고, 베크는 자살을 강요당했다.
베크는 태어나서 많은 총애를 받았다. 그러나 제 2차 세계대전이 발발한뒤에 폴란드 점령에서 SS의 참혹함을 목격해서 반나치주의자로 돌아서 버린다. 슈타우펜베르크 암살 작전 때 사령관역을 맡아서 슈타우펜베르크가 체포된 후 1944년 7월 21일에 자살했다.

## 경력
- 1898년, 입대
- 1933년 10월, 병무청(兵務廳, Truppenamt)[1] 청장
- 1935년 7월, 육군장군참모장 (육군 참모총장)
- 1938년 8월, 육군장군참모장 사임 (10월, 퇴역)
- 1944년 7월 20일 일어난 히틀러 암살 미수 사건 참여
- 1944년 7월 21일 자살